# Wołczyn
Wołczyn (Duits: Konstadt) is een stad in het Poolse woiwodschap Opole, gelegen in de powiat Kluczborski. De oppervlakte bedraagt 7,36 km², het inwonertal 6221 (2005).